# Terapeutický dotek
Terapeutický dotek (TD), nebo terapeutická dotyková terapie je pseudovědecká energetická terapie alternativní medicíny, která podle praktiků podporuje uzdravení a snižuje bolest a úzkost. „Terapeutický dotek“ je v Kanadě registrovaná ochranná známka pro „strukturovanou a standardizovanou léčebnou praxi prováděnou terapeuty vyškolenými k vnímání energetického pole příjemce, které obklopuje tělo... není třeba se dotýkat“.
Praktici terapeutického doteku uvádějí, že přiložením rukou na pacienta nebo do jeho blízkosti jsou schopni detekovat a manipulovat s tím, co je podle nich pacientovo „energetické pole“. Jedna z velmi citovaných studií, kterou vypracovala tehdy devítiletá Emily Rosa a která byla publikována v časopise Journal of the American Medical Association v roce 1998, zjistila, že praktici terapeutického doteku nedokázali zjistit přítomnost či nepřítomnost ruky položené několik centimetrů nad jejich rukou, když měli zakrytý zrak. Simon Singh a Edzard Ernst ve své knize Trick or Treatment (Trik nebo léčba) z roku 2008 dospěli k závěru, že „energetické pole pravděpodobně nebylo ničím jiným než výplodem fantazie léčitelů.“ Americká společnost pro rakovinu poznamenala: „Dostupné vědecké důkazy nepodporují žádné tvrzení, že TD může vyléčit rakovinu nebo jiné nemoci.“ Cochrane review z roku 2004 nenašel žádné solidní důkazy o tom, že by TD pomáhal při hojení ran, ale autoři přehled v roce 2016 stáhli „kvůli vážným obavám o validitu zahrnutých studií.“

## Historie
Dora Kunzová, propagátorka teosofie a Dolores Kriegerová(1975-1987), někdejší prezidentka Teosofické společnosti v Americe, nyní emeritní profesorka ošetřovatelství na Newyorské univerzitě, vyvinuly v 70. letech 20. století terapeutický dotek. Podle Kriegerové má terapeutický dotek kořeny ve starověkých léčebných praktikách, jako je například vkládání rukou, ačkoli nemá žádnou spojitost s náboženstvím nebo s léčením vírou. Krieger uvádí, že „v konečném důsledku je to léčený (klient), kdo léčí sám sebe. Léčitel nebo terapeut v tomto pojetí působí jako energetický podpůrný systém člověka do té doby, než je vlastní imunologický systém léčeného dostatečně silný, aby převzal jeho funkci.“

## Princip
Terapeutický dotek má být proces přenášení energie z jedné osoby na druhou s cílem posilnit uzdravovací proces nemocného nebo zraněného. U zdravého člověka je podle léčitelů proud této energie stálý a hladký. Bolest, choroba, stav ohrožení nebo fyzické či psychické poruchy tento proud energie narušují a terapeut to pociťuje jako neprůchodnost, díry, místa nezvyklé tíže, vibrace nebo teplá a studená místa ve vzduchu.
Terapeutický dotyk je podle jeho zastánců nezávislou ošetřovatelskou funkcí, která se může používat samostatně nebo s jinými technikami proti bolesti a může začít zmírňovat bolest už za několik minut a jeho efekt může přetrvávat několik hodin až dní.
Ospravedlnění TD se hledalo ve dvou oblastech: „Vědě o unitárních lidských bytostech“ Marthy E. Rogersové a kvantové mechanice, zejména její mystická interpretace Fritjofa Capry. Přehled z roku 2002 zjistil, že ani jedno z těchto zdůvodnění není obhajitelné: teorie Rogersové byly shledány neslučitelnými s principy TD a překrývání terminologie mezi oběma teoriemi lze přičíst nedostatečné přesnosti prací Rogersové, což ve výsledku umožňuje různé interpretace. Podle zdůvodnění kvantové fyziky je schopnost léčit na dálku možná díky „globální propojenosti“ vesmíru, kterou stoupenci TD spojují s výkladem Bellovy nerovnosti a možností Bellovy nelokality; tento výklad není podložen experimentálními důkazy.

Studie z roku 2002 dospěla k závěru, že „teorie, kterou TD disponuje, je zbavena vysvětlující síly“ a „důkazy, které podporují současný obraz fyzikální energie, by měly být považovány za důkazy proti teorii TD.“
Údajné léčení v TD probíhá prostřednictvím zdiskreditovaného fyzikálního procesu zvaného „rezonance přenosu elektronů“, který fyzik Alan Sokal označuje za „nesmysl“.

## International Therapeutic Touch Association
Mezinárodní asociace pro terapeutický dotek (ITTA) se sídlem v nizozemském Utrechtu vypracovává směrnice pro vzdělávání, učební plány a standardy kvality v oblasti terapeutického doteku. Jako minimální požadavek pro praxi je vyžadováno školení sestávající ze 48 hodin teorie a 20 hodin případových studií. Asociace usiluje o integraci terapeutického doteku do evropských systémů zdravotní péče a sdružuje organizace zabývající se TT v Německu, Nizozemsku, Belgii, Lucembursku, Rakousku, skandinávských zemích a v Jihoafrické republice.

## Vědecký výzkum
V průběhu desetiletí byla provedena řada studií zkoumajících účinnost TD, metaanalýzy a nejméně jeden systematický přehled, a přinesly různé výsledky a závěry. O'Mathúna a kol. při diskusi o těchto studiích upozorňují na několik problémů, jako je nevyloučení metodologicky chybných studií a náchylnost k publikačnímu zkreslení časopisů komplementární medicíny, které přinášejí „převahu studií s pozitivními výsledky“; tvrdí, že
| „ | vzhledem k základním vědeckým poznatkům je předběžná věrohodnost TD nízká, takže jakákoli metodologická chyba ve studii vždy poskytne věrohodnější vysvětlení pro jakékoli pozitivní výsledky. | “ |

Emily Rosa ve svých devíti letech vymyslela a provedla studii o terapeutickém doteku. S pomocí Stephena Barretta ze společnosti Quackwatch a za asistence své matky Lindy Rosové, zdravotní sestry, se Emily stala nejmladší členkou výzkumného týmu, jejíž článek byl přijat časopisem Journal of the American Medical Association (JAMA) za její podíl na studii o terapeutickém doteku, která vyvrátila tvrzení praktiků terapeutického doteku. Její studie se zúčastnilo 21 praktiků terapeutického doteku, kteří se pokoušeli odhalit její auru. Praktici stáli na jedné straně kartonové zástěny, zatímco Emily stála na druhé straně. Praktikující pak vložili své ruce do otvorů v zástěně. Emily si hodila mincí, aby určila, ke které z rukou praktikujících přiloží tu svou (aniž by se jí dotkla). Testovaní pak měli uvést, zda cítí její „biopole“ a kde se nachází její ruka. Ačkoli všichni účastníci tvrdili, že to dokážou, skutečné výsledky jejich tvrzení nepotvrdily. Po opakovaných pokusech se praktikům podařilo lokalizovat Emilynu ruku v míře, která se výrazně nelišila od náhody. Editor časopisu JAMA George D. Lundberg, M.D. doporučil, aby pacienti i pojišťovny odmítli platit za terapeutický dotek nebo alespoň zpochybnili, zda je platba vhodná „dokud nebo pokud další poctivé experimenty neprokáží skutečný účinek.“
Pro účinnost terapeutického doteku neexistují žádné dobré lékařské důkazy. Systematický přehled Cochrane, poprvé publikovaný v roce 2004, zjistil, že „neexistují žádné spolehlivé důkazy o tom, že TD podporuje hojení akutních ran“, ale v roce 2016 jej autoři odvolali poté, co byla zpochybněna validita hodnocených studií. Americká společnost pro rakovinu poznamenala: „Dostupné vědecké důkazy nepodporují žádná tvrzení, že TD může vyléčit rakovinu nebo jiné nemoci.“

### Skeptický pohled na terapeutický dotek
Při zkoumání existující literatury o terapeutickém doteku bylo zjištěno, že tyto studie mají tendenci citovat pouze výzkumy, které jsou ve prospěch požadovaných zjištění. Existují studie zaměřené na terapeutický dotek, které nezahrnuly žádné výzkumy, které mají protichůdná zjištění. Je velmi důležité, aby takové studie uváděly všechny výsledky zjištěné z jiných studií, i když mohou být v rozporu s hypotézou této studie.
Velmi důležité je používání vhodných kontrol ve studiích, jako jsou ty o terapeutickém doteku. Existují studie, jako je ta od Grada, Cadoreta a Paula, které se na první pohled zdály mít úspěšné výsledky v prokázání účinnosti terapeutického doteku, avšak po replikaci s použitím vhodných kontrol se ukázalo, že mají výsledky nevýznamné, a proto se původní výsledky staly neprůkaznými.
Ukázalo se, že ve studiích zkoumajících terapeutický dotek se objevuje zkreslení výzkumníků, jako například ve studii Turnera, v níž uvedl výroky typu: „Pokud se nám podaří úspěšně dokončit tuto studii, bude to první skutečný vědecký důkaz, který existuje pro terapeutický dotek.“ Je důležité, aby výzkumníci nezkreslovali výsledky za účelem dosažení požadovaného výsledku, protože to může drasticky ovlivnit skutečnou účinnost terapie.
Dalším důležitým faktorem, který je třeba brát v úvahu při zkoumání studií, jako jsou ty zaměřené na terapeutický dotek, je replikace. Studie o terapeutickém doteku, kterou provedl Wirth, se sice mohla jevit jako studie s úspěšnými výsledky, v níž se více než polovina subjektů léčených touto terapií do 16. dne uzdravila, přičemž v kontrolní skupině se žádné uzdravení neprokázalo, nicméně při bližším zkoumání této studie se ukazuje, že bylo provedeno několik pokusů k testování terapie, během nichž byly úspěšné pouze dva z pěti pokusů a kontrolní skupina se ve skutečnosti uzdravila stejně dobře nebo lépe než skupina léčená v ostatních třech pokusech, což činí výsledky takovéto studie neprůkaznými, pokud jde o prokázání jakékoli účinnosti terapeutického doteku.

### Terapeutický dotek a vzdělávání zdravotních sester
Sokal v roce 2006 uvedl obecně přijímané odhady více než 80 vysokých škol a univerzit v 70 zemích, kde se terapeutický dotek vyučuje, a také asi 80 nemocnic v Severní Americe, kde se praktikuje. Dodal, že „tato čísla je třeba brát s rezervou, neboť jak zastánci, tak odpůrci (...) mají zájem na zveličování jeho výskytu.“
Owen Hammer a James Underdown z organizace Independent Investigations Group zkoumali standardy ošetřovatelství v Kalifornii, kde Kalifornská rada pro registrované sestry (California Board of Registered Nursing, CBRN) může registrovaným sestrám, které absolvují kurzy terapeutického doteku, udělit jednotky dalšího vzdělávání (CEU), které jsou nutné pro obnovení licence. V roce 2006 Hammer a Underdown předložili radě vědecké důkazy vyvracející platnost terapeutického doteku jako legitimní léčby, ale rada svou politiku nezměnila.